# شريان زائدي
شريان زائدي (بالإنجليزية: Appendicular artery)‏ وهو فرع من شريان لفائفي قولوني.